# Kommanditgesellschaft
Eine Kommanditgesellschaft (in Deutschland, Belgien und Österreich abgekürzt KG und der Schweiz abgekürzt KMG, KmG oder kmg) ist eine Personengesellschaft, in der sich mindestens zwei natürliche oder juristische Personen zusammengeschlossen haben, um unter einer gemeinsamen Firma ein Handelsgewerbe zu betreiben, wobei für Verbindlichkeiten der Gesellschaft mindestens ein Gesellschafter unbeschränkt haftet (Komplementär) und mindestens ein weiterer Gesellschafter nur beschränkt haftet (Kommanditist). Kommanditisten haften nur bis zur Höhe ihrer Einlage und nicht mit dem Privatvermögen.

## Geschichte
Ihr Vorläufer tauchte erstmals im Mai 1072 in Venedig unter der Bezeichnung Kommenda (lateinisch commenda, aus lateinisch commendare, „anvertrauen“) auf. Im Jahre 1166 erhielt sie in Pisa und Florenz gesetzliche Anerkennung. Sie war eine partiarisch organisierte Rechtsform, bei der sich jemand verpflichtete, die ihm von anderen anvertrauten Güter durch Seehandel zu veräußern. Mindestens zwei Kaufleute (der lediglich mit seinem Kapital haftende commendatorius sowie der auch mit seinem Privatvermögen haftende commendatarius) vereinigten ihr Kapital für den Zweck des Seehandels, übertrugen die Ausführung einem Auftragnehmer (tractator), dem sie die Schiffe, Waren und Geld überließen. Ein Produzent beauftragte hierbei einen Kommissionär, der zugleich Kapitän sein konnte, mit dem Verkauf von Waren an einem überseeischen Ort. Der Auftraggeber (Kommendator) trug bei diesem Geschäft das Risiko des Untergangs der Ware. Der den Verkauf abwickelnde Auftragnehmer handelte im eigenen Namen, aber für Rechnung des Auftraggebers. Er konnte am Gewinn beteiligt sein oder das Geschäft gegen ein festes Honorar (Provision) durchführen. Zur Teilung des Risikos und zur Auslastung des Schiffs konnte der Kommendatar Verträge mit mehreren Kommendatoren abschließen. Daneben gab es noch weitere Varianten der Kommenda.
In Florenz ist die unterschiedliche Haftung der Gesellschafter seit 1408 belegt. Die Kommenda verbreitete sich schließlich im westlichen Mittelmeerraum (Italien, Spanien, Südfrankreich).
Im mittelalterlichen Hanserecht gab es als Pendant die Wedderlegginge (zweiseitige Kapitalbeteiligung) und die Sendeve (einseitige Kapitalbeteiligung).
Im März 1673 fand die Commenda als Kommanditgesellschaft (französisch société en commandité) Eingang in die französische Handelsordnung (französisch Ordonnance de Commerce), im September 1807 übernahm das französische Handelsgesetzbuch (französisch Code de Commerce) diese Rechtsform. Das im Mai 1861 erlassene Deutsche Handelsgesetzbuch (ADHGB) kannte als Rechtsformen die Offene Handelsgesellschaft (OHG, Art. 85 ff. ADHGB), Kommanditgesellschaft (KG, Art. 150 ff. ADHGB), deren Unterart Kommanditgesellschaft auf Aktien (KGaA, Art. 173 ff. ADHGB) sowie die Aktiengesellschaft (AG, Art. 207 ff. ADHGB). Die Kommanditgesellschaft galt als Handelsgesellschaft und damit als Kaufmann, weil sie nur zum Betrieb eines Handelsgewerbes gegründet werden konnte.
In Italien regeln seit April 1942 die Art. 2313-2324 des Codice civile die einfache Kommanditgesellschaft Società in accomandita semplice (S.a.s.).

## Länderspezifische Details
Länderspezifische Details befinden sich in den folgenden Artikeln:
- Kommanditgesellschaft (Deutschland)
- Kommanditgesellschaft (Österreich)
- Kommanditgesellschaft (Schweiz)
- Limited Partnership